# 삼한벽공도대장군목상
삼한벽공도대장군목상(三韓壁控都大將軍木像)은 대한민국 경상남도 밀양시 내일동에 있는, 밀성박씨 문중에서 밀양주신(密陽主神)으로 섬겨오던 박욱(朴郁)의 모습을 나무로 깎아 만든 상이다. 1995년 5월 2일 경상남도의 문화재자료 제213호로 지정되었다.

## 개요
밀성박씨 문중에서 밀양주신(密陽主神)으로 섬겨오던 박욱(朴郁)의 모습을 나무로 깎아 만든 상이다. 박욱은 밀성대군 박언침의 아들이자 박혁거세 거서간의 31대손이다.
이 목상은 붉은 바탕에 구름무늬가 새겨진 흉배가 있는 청색의 관복을 입고 있다. 빗살무늬가 교차하는 듯한 무늬가 있는 붉은색의 띠를 허리에 두르고 긴 칼을 두손으로 힘 있게 잡고 의자에 앉아있는 무인의 모습이다. 이 상은 추화산 추화사(推火祠)에 모셔져 있다가 1937년 밀양시 내일동 아북산 남쪽에 세워진 밀성박씨 재실에 옮겨 모셔졌으며 이후 새 사당을 익성사로 개칭하였다고 한다.

## 참고 문헌
- 삼한벽공도대장군목상 - 국가유산청 국가유산포털